# SPJ Entertainment
株式会社SPJ Entertainment（エスピージェーエンターテインメント）は、東京都渋谷区に本社を置く日本の芸能事務所である。

## 沿革
2020年
- SPJ Entertainmentを設立

2023年
- 9月24日－『道玄坂かよ！Vol.4』にてあまいものつめあわせ、プレデビュー[2]。

2024年
- 1月11日－新メンバーを加え6人組グループとして、あまいものつめあわせデビュー[3]。
- 7月26日－『アイコン！in新宿』にてイイトコドリ、プレデビュー[4]。
- 9月29日－『アイドルアラモードVol.20』にてイイトコドリ、デビュー[5]。
- 11月1日－『IDOL SUPREME』にて、ゆめみたいにかわいい、プレデビュー[6]。

2025年
- 2月2日－『SELENE PRINCESS #56』にてゆめみたいにかわいい、デビュー[7]。

## 所属タレント・グループ

### 現在の所属タレント・グループ
事務所HP記載順に記述。

#### タレント
- 小柳歩
- 西永彩奈
- ちとせよしの
- 篠見星奈
- 椚マイカ
- 高橋桃子
- 三葉ゆあ
- 西緒りり
- 音嶋仁紀
- 桜木美緒（元〈カレイドスコープ〉）
- 夏川いおり
- 夏未ゆうか（元さよならステイチューン）
- 楠田彩琴（元BOP）

#### 業務提携
- 日里麻美
- 白壁爽子
- 雪乃しほり
- 朝野ナツ
- 一宮あい
- 中村みずき

#### ライバー
- まり
- さとみん
- ちゅんり
- ゆん
- 嘉奈子
- ちゃんめ

#### アイドルグループ
- あまいものつめあわせ
- イイトコドリ
- ゆめみたいにかわいい
- ポップキャスト

## 過去に所属していたタレント
- 相原美咲
- 浅尾桃香（ワガママなラストノート、元ゆめみたいにかわいい、元NMB48）
- 浅倉れいか（小桜ももな）
- 市原薫
- 植原ゆきな
- 大葉めも
- 要あい
- 河合里奈（藍野りな）
- 黒島綾乃
- 塩江ゆう
- 高山みれい
- 中川心（元あまいものつめあわせ、元イイトコドリ、元ゆめみたいにかわいい）
- 深見望乃（世良ののか）
- 水谷咲（元あまいものつめあわせ）